# Open mike
Open mike (dansk: åben mikrofon) er et show, hvor medlemmer af publikum kan få lejlighed til at optræde ved en mikrofon. Normalt skriver man sig op til en tid i forvejen hos aftenens vært. Indslagene indbefatter typisk digte, musik og komik.
| Kunst og kultur | Spire Denne artikel om scenekunst og teater er en spire som bør udbygges. Du er velkommen til at hjælpe Wikipedia ved at udvide den. |